# Kšyštof Lavrinovič
Kšyštof Lavrinovič (Vilnius, 1 de novembro de 1976) é um basquetebolista profissional lituano. Atualmente joga no BC Lietkabelis. É irmão do também basquetebolista Darjuš Lavrinovič.

## Carreira
Kšyštof Lavrinovič integrou o elenco da Seleção Lituana de Basquetebol nas Olimpíadas de 2004 e 2008.